# George Jackson
George Jackson (1780-12 de enero de 1811) fue un botánico, ilustrador, y editor escocés.
Desarrolló una empresa impresora y fue editor de Botanical Repository.
- La abreviatura «Jacks.» se emplea para indicar a George Jackson como autoridad en la descripción y clasificación científica de los vegetales.[4]

Publicaba sus identificaciones y clasificaciones de nuevas especies en : Index Kewensis; The Botanists Repository; Andr. Bot. Rep.; Trans. Linn. Soc. Lond.; Consp. Fl. Afr.; Prodr. Fl. Nepal.; H.C.Andrews, Bot. Rep.; Austral. Syst. Bot.

## Honores
El género Jacksonia R.Br. ex Sm. (1811) se nombra en su honor.